# Кетлін Міллер
Кетлін Міллер (англ. Cathleen Miller) — американська письменниця, авторка бестселерів, що мешкає в Каліфорнії. Її книжка 2013 року «Захисниця свободи вибору» — це біографія лідера Організації Об'єднаних Націй Нафіс Садік.
Вона також є співавторкою книжки «Квітка пустелі» (1998) разом з Варіс Дірі — сомалійською кочівницею, яка стала моделлю, а потім активісткою та яка поділилася своїм досвідом жіночого обрізання, щоб привернути увагу світової громадськості до цієї проблеми. Організація Об'єднаних Націй відзначила цю книжку як таку, що відіграла важливу роль у боротьбі проти калічення жіночих статевих органів. Книжка «Квітка пустелі» була екранізована 2009 року, стрічка вийшла у 34 країнах. Друкована версія книжки розійшлася тиражем понад 11 мільйонів примірників по всьому світу та перекладена на понад 55 мов.

## Життєпис
Кетлін Міллер народилася у Сполучених Штатах, але багато подорожувала у пошуках знань, пригод і життєвого досвіду. «Вона брала інтерв’ю у дипломатів і глав держав на п’яти континентах, у пацієнток лікарні в Аддис-Абебі, у жінок, які пережили табори зґвалтувань у Косово, і в акушерок у горах Східного Тимору. Її робота часом ставила її в доволі дивні обставини — наприклад, вона їздила Санкт-Петербургом у фургоні Winnebago, щоб поспілкуватися з повіями, або ж опівночі бігла з гори в Бразилії, рятуючись від бандитів».
Міллер здобула ступінь магістра образотворчого мистецтва з творчого письма в Університеті штату Пенсильванія 1997 року та викладає творче письмо в Університеті штату Сан-Хосе з 2004 року.
Міллер є співзасновницею Wild Writing Women, групи письменниць, які подорожують світом і об'єднуються, щоб писати історії про свої пригоди. Вона також є членкинею організації письменників-мандрівників області затоки Сан-Франциско. Її роботи з'являлися в багатьох журналах та газетах Сполучених Штатів, зокрема в San Francisco Chronicle, The Washington Post, Chicago Tribune та Los Angeles Times.

## Нагороди
- Нагорода Фулбрайта 2018 року, Заслужений завідувач кафедри гуманітарних наук, Манчестерський університет, Велика Британія[11]
- Почесний митець від Silicon Valley Creates 2017[12]
- Champion of Choice 2013 року: Десять найкращих біографій 2013 року за версією Американської бібліотечної асоціації[13]
- Золота премія Ловелла Томаса 2005 року, Товариство американських письменників-мандрівників, найкращий онлайн-журнал про подорожі (головна редакторка)[14]
- Нагорода Північноамериканської асоціації туристичних журналістів 2005 року, найкращий онлайн-журнал про подорожі (головна редакторка)

### Публіцистика
- Захисниця свободи вибору: Життя та спадщина захисниці прав жінок Нафіс Садік (березень 2013 р.)[15]
- Хроніки шпаківні: Як пережити радощі сільського життя (жовтень 2004 р.)[16]
- Квітка пустелі: Надзвичайна подорож пустельного кочівника (серпень 1998 р.)

|

### Антології
- Оповіді мандрівників. Найкращі туристичні статті. Том 11 (листопад 2016 р.)
- Розповіді мандрівників Сан-Франциско: Правдиві історії (листопад 2002 р.)
- Дикі письменниці: історії про подорожі світом (квітень 2002 р.)